# Радосавлевич, Саша
Алекса́ндр Радоса́влевич (Са́ша Радоса́влевич) (серб. Александар Радосављевић; род. 21 февраля 1972 года в Белграде, СФР Югославия) — сербский футболист и тренер.

## Биография
Саша не имел серьёзного футбольного образования и начинал свою карьеру на любительском уровне в родной Югославии. В 1997 году он стал игроком фарерского клуба «ТБ», выступавшего в первом дивизионе. В первом же сезоне Саша помог «чёрно-белым» вернуться в высшую фарерскую лигу, став лучшим бомбардиром турнира (23 гола в 14 матчах). 2 мая 1998 года он дебютировал в элитном дивизионе в поединке с «ВБ» и открыл счёт своим голам на высоком уровне. Всего в сезоне-1998 Саша провёл 14 встреч в чемпионате, отметившись 5 забитыми мячами.
По итогам чемпионата «ТБ» понизился в классе, поэтому в 1999 году нападающий решил перейти в «ГИ». В составе коллектива из Норагёты Саша дебютировал в еврокубках: 19 июня он отыграл первый матч Кубка Интертото против боснийского «Единства», а неделю спустя принял участие в ответной игре. На первенстве архипелага сезона-1999 нападающий забил 11 мячей в 13 встречах. В 2000 году Саша выступал в чемпионате Кореи. В том же году у него родился сын Стефан.
Нападающий собирался вернуться в «ТБ» в начале сезона-2001, из-за проблем с документами игрока трансфер состоялся на его экваторе. Саша внёс свой вклад в очередное возвращение «чёрно-белых» в класс сильнейших, отличившись 4 раза в 6 оставшихся матчах первой лиги. В сезоне-2002 Саша провёл 13 игр в фарерской премьер-лиге, забил 3 мяча, а его клуб вновь опустился в первый дивизион. В 2003 году он стал игроком «Ройна» и выиграл в его составе второй дивизион, забив 13 голов в 13 матчах. В сезоне-2004, ставшем для Саши последним в качестве футболиста, он провёл за «Ройн» 14 встреч в первом дивизионе и отметился в них 16 забитыми голами, во второй раз в карьере став лучшим бомбардиром турнира.
После завершения карьеры игрока Саша открыл оружейный магазин. В 2018 году он ненадолго вернулся в футбол, отработав 1 сезон ассистентом в тренерском штабе наставника «ТБ/ФКС/Ройн» Гленна Столя.

## Достижения

### Командные
«ТБ Твёройри»
- Победитель Первого дивизиона (1): 2001

 «Ройн»
- Победитель Второго дивизиона (1): 2003

### Личные
- Лучший бомбардир Первого дивизиона (2): 1997 (23 гола), 2004 (16 голов)